# Aigestos
Aigestos (altgriechisch Αἴγεστος Aígestos) ist eine Person in der klassischen griechisch-römischen Mythologie.
Er ist Sohn trojanischer Eltern, die nach Sizilien geflohen waren. Aigestos kehrte zurück nach Troja und kämpfte zusammen mit Elymos im Trojanischen Krieg. Nach seiner Rückkehr nach Sizilien gründete er dort die Stadt Segesta.
Nach Servius dagegen ist er ein Sohn des sizilischen Flussgottes Krimisos und einer troischen Nymphe namens Egesta oder Segesta.
Vergil erzählt, wie Aigestos, der hier Acestes heißt, den Aeneas bei dessen Flucht von Troja gastfreundlich aufnimmt und ihm hilft, seinen Vater Anchises zu bestatten. Bei den anschließenden Leichenspielen war er der Gewinner des Bogenschießens.

## Mythologische Überlieferung von Dionysius
Die Überlieferung von Aigestos in Dionysius von Halikarnassos, der ihn Aigestos (Αἴγεστος) nennt, ist anders, denn ihm zufolge stritt sich der Großvater von Aigestos mit Laomedon, der ihn tötete und seine Töchter einigen Kaufleuten gab, um sie zu befördern ein fernes land. Ein edler Trojaner schiffte sich jedoch mit ihnen ein und heiratete eine von ihnen in Sizilien, wo sie später einen Sohn, Aigestos, zur Welt brachte. Während des Krieges gegen Troja erhielt Aigestos von Priamos die Erlaubnis, zurückzukehren und am Kampf teilzunehmen, und kehrte danach nach Sizilien zurück, wo Aeneas bei seiner Ankunft von ihm und Elymus gastfreundlich aufgenommen wurde und ihnen die Städte Aegesta und Elyme baute. Der Bericht von Dionysius scheint nichts als eine rationalistische Interpretation der echten Legende zu sein.

## Pfeile von Aigestos
In der Aeneis nimmt Aigestos an einer Geschicklichkeitsprüfung teil, bei der er seinen Pfeil abschießt, der dann als Zeichen der verdienten Ehre von Jupiter in Flammen aufgeht.